# Love 101
Love 101 (Originaltitel: Aşk 101) ist eine türkische romantische Drama-Serie, die von Ay Yapım umgesetzt wurde. Die Serie wurde am 24. April 2020 weltweit auf Netflix veröffentlicht. Die zweite und finale Staffel wurde am 30. September 2021 auf Netflix hinzugefügt.

## Handlung
Im Jahr 1998 fasst eine Gruppe von Außenseitern, bestehend aus vier Unruhestiftern und einer Einserschülerin, den Plan, ihre Lieblingslehrerin daran zu hindern, die Stadt zu verlassen, damit sie nicht von der Schule fliegen. Sie wollen dafür sorgen, dass sich die Lehrerin in den neuen Basketball-Coach verliebt. Während die Gruppe versucht, die beiden zu verkuppeln, bemerken die 17-jährigen gar nicht, dass sie momentan selbst die Liebe entdecken. Sie müssen erkennen, dass sie doch mehr gemeinsam haben als gedacht sowie dass sie zusammen stärker sind und dass die Liebe nicht erzwungen werden kann.

## Besetzung und Synchronisation
Die deutschsprachige Synchronisation entstand nach den Dialogbüchern von Ralf Pel und Claudia Otto sowie unter der Dialogregie von Ralf Pel und Ralph Brauchle durch die Synchronfirma RRP Media UG in Berlin.

### Hauptdarsteller
| Rolle                 | Schauspieler      | Synchronsprecher  |
| --------------------- | ----------------- | ----------------- |
| Burcu                 | Pınar Deniz       | Lina Rabea Mohr   |
| Kerem Öz              | Kubilay Aka       | Max Felder        |
| Sinan                 | Mert Yazıcıoğlu   | Vincent Borko     |
| Eda (als Teenager)    | Alina Boz         | Derya Flechtner   |
| Eda (als Erwachsene)  | Tuba Ünsal        | Sonja Tièschky    |
| Osman                 | Selahattin Paşalı | Paul-Lino Krenz   |
| Işık (als Teenager)   | İpek Filiz Yazıcı | Amelie Plaas-Link |
| Işık (als Erwachsene) | Bade İşçil        | Sonja Spuhl       |
| Kemal                 | Kaan Urgancıoğlu  | Johannes Raspe    |
| Necdet                | Müfit Kayacan     | Thomas Kästner    |

### Neben- und Episodendarsteller
| Rolle         | Schauspieler | Synchronsprecher     |
| ------------- | ------------ | -------------------- |
| Refik         |              | Hanns Jörg Krumpholz |
| Billur        | Merve Akkaya | Ronja Peters         |
| Ayşe          |              | Almut Zydra          |
| Burak         |              | Daniel Kröhnert      |
| Tuncay        | Ali İl       | Michael Baral        |
| Ali           |              | Alexander Ziegenbein |
| Aynur         |              | Carmen Katt          |
| Sinans Vater  |              | Olaf Meyer           |
| Kenan Öz      |              | Otto Strecker        |
| Edas Mutter   |              | Maria Jany           |
| Burcus Mutter |              | Juana von Jascheroff |
| Burcus Vater  |              | Wolfgang Müller      |
| Osmans Vater  |              | Harald Effenberg     |
| Engin         |              | Rainer Guldener      |
| Lehrer        |              | Harald Schrott       |

## Episodenliste

### Staffel 1
| Nr.                                                                                 | Deutscher Titel       | Originaltitel |
| ----------------------------------------------------------------------------------- | --------------------- | ------------- |
| 1                                                                                   | Der erste Augenblick  | İlk An        |
| 2                                                                                   | Bewunderung           | Hayranlık     |
| 3                                                                                   | Begierde              | Tutku         |
| 4                                                                                   | Sehnsucht             | Özlem         |
| 5                                                                                   | Zuneigung             | Şefkat        |
| 6                                                                                   | Spaß                  | Eğlence       |
| 7                                                                                   | Eine Wendung          | Değişim       |
| 8                                                                                   | Ein besonderer Moment | Özel Bir An   |
| Am 24. April 2020 wurden alle Folgen der ersten Staffel bei Netflix veröffentlicht. |                       |               |

### Staffel 2
| Nr.                                                                                      | Deutscher Titel | Originaltitel |
| ---------------------------------------------------------------------------------------- | --------------- | ------------- |
| 1                                                                                        | Folge 1         | 1. Bölüm      |
| 2                                                                                        | Folge 2         | 2. Bölüm      |
| 3                                                                                        | Folge 3         | 3. Bölüm      |
| 4                                                                                        | Folge 4         | 4. Bölüm      |
| 5                                                                                        | Folge 5         | 5. Bölüm      |
| 6                                                                                        | Folge 6         | 6. Bölüm      |
| 7                                                                                        | Folge 7         | 7. Bölüm      |
| 8                                                                                        | Folge 8         | 8. Bölüm      |
| Am 30. September 2021 wurden alle Folgen der zweiten Staffel bei Netflix veröffentlicht. |                 |               |